# Francisco Sá Carneiro
Francisco Manuel Lumbrales de Sá Carneiroⓘ (* 19. Juli 1934 in Porto; † 4. Dezember 1980 bei Lissabon) war im Jahr 1980 während elf Monaten Ministerpräsident der Dritten Republik in Portugal. Er arbeitete als Anwalt und war ab 1969 bereits Mitglied der Nationalversammlung während des Regimes des Estado Novo von Marcelo Caetano.

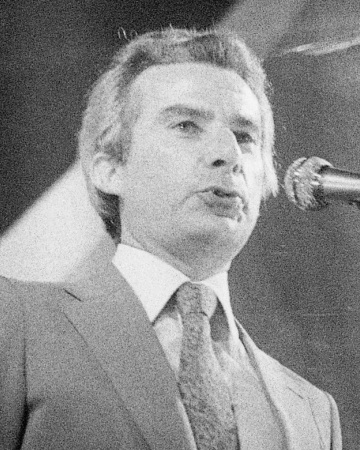
Francisco Sá Carneiro

Im Mai 1974, nach der Nelkenrevolution, gründete Sá Carneiro die Partido Popular Democrata (PPD), welche später zur Sozialdemokratischen Partei (PSD) wurde. Zusammen mit Francisco Pinto Balsemão und José Magalhães Mota wurde er zum ersten Generalsekretär dieser Partei gewählt.
Er wurde mehrmals zum Minister ohne Geschäftsbereich in diversen Regierungen ernannt und war Abgeordneter der Verfassunggebenden Versammlung sowie des späteren Parlaments sowie Professor an der Universität Lissabon.
Er trat im November 1977 von seinem Amt als Vorsitzender der zurück und wurde 1978 erneut in diese Funktion gewählt.
Ende 1979 hatte er großen Anteil an der Gründung der Aliança Democrática, die ein Zusammenschluss von seiner PPD/PSD, der christlichen Partei Centro Democrático e Social – Partido Popular von Diogo Freitas do Amaral, der monarchistischen Partei Partido Popular Monárquico von Gonçalo Ribeiro Telles, sowie einigen Unabhängigen war. 
Der Zusammenschluss erhielt bei der Parlamentswahl am 2. Dezember 1979 45,3 % der Stimmen und 121 der 250 Sitze im Parlament.
Sá Carneiro wurde vom Staatspräsidenten, General António Ramalho Eanes, aufgefordert, für das Amt des Ministerpräsidenten zu kandidieren. Er trat das Amt am 3. Januar 1980 an.
Francisco Sá Carneiro starb am 4. Dezember 1980, als eine Cessna 421 auf dem Weg von Lissabon nach Porto nach dem Start über dem Lissaboner Vorort Camarate abstürzte. Zusammen mit ihm starben seine Lebensgefährtin Snu Abecassis, der Verteidigungsminister Adelino Amaro da Costa und dessen Frau, einige Berater und zwei Piloten. Der Absturz galt zunächst als Unfall; später wurden Indizien dafür gefunden, dass eine Bombe an Bord explodiert war.
Regisseurin Patrícia Sequeira drehte den 2019 veröffentlichten biografischen Kinofilm Snu. Pedro Almendra spielte die Rolle von Francisco Sá Carneiro.